# Stammheim am Main
Stammheim am Main is een plaats in de Duitse gemeente Kolitzheim, deelstaat Beieren, en telt 861 inwoners (2006).